# Theodor Brieger
Johann Friedrich Theodor Brieger (* 4. Juni 1842 in Greifswald; † 9. Juni 1915 in Leipzig) war ein deutscher evangelischer Theologe.

## Leben
Der Lehrersohn Brieger studierte an den Universitäten Greifswald, Erlangen und Tübingen die Fächer Evangelische Theologie und Geschichte. Während seines Studiums wurde er im Wintersemester 1862/63 Mitglied der christlichen Studentenverbindung Uttenruthia Erlangen. Zunächst trat er 1865 eine Stelle als Hilfsgeistlicher auf der Insel Rügen an. Danach war er Referendar für das Lehramt und absolvierte die hierzu erforderlichen Lehramtsprüfungen. Sein wichtigster Lehrer war Hermann Reuter schon seit seiner Greifswalder Zeit, welcher zu dieser Zeit bereits in Breslau lehrte. 1870 promovierte Brieger an der Universität Leipzig mit der Dissertation „Gasparo Contarini und das Regensburger Concordarienwerk des Jahres 1541“ zum Dr. phil. Sein Erstgutachter war der Historiker Georg Voigt. Brieger errichtete in Leipzig an der Theologischen Fakultät ein kirchengeschichtliches Seminar. Brieger war übrigens nicht der einzige Theologe aus der Schule Hermann Reuters in Breslau, der bei Voigt in Leipzig den philosophischen Doktorgrad erwarb. Ein weiterer war Paul Tschackert, der dort bereits eine theologische Privatdozentur besaß.
Im selben Jahr erlangte er an der Universität Halle das theologische Lizenziat (Lic. theol.) mit der Arbeit „De Formulae Concordiae Ratisbonensis origine atque indole“ und zudem wurde er für das Fach Kirchengeschichte habilitiert. 1873 folgte die Ernennung zum außerordentlichen Professor in Halle, der dann 1876 die ordentliche Professur an die Universität Marburg folgte. Im Jahr 1886 folgte Brieger einem Ruf an die Universität Leipzig. Bedauerlicherweise ist seine Leipziger Personalakte nicht mehr erhalten, da die Zerstörungen durch den Luftangriff auf Leipzig vom 4. Dezember 1943 auch die Theologische Fakultät betrafen. Er wurde Nachfolger des bereits erkrankten und beurlaubten, und kurze Zeit darauf verstorbenen Karl Friedrich August Kahnis. Im Jahr 1892/1893 war Brieger Rektor der Universität Leipzig.

## Werk
Brieger widmete sich hauptsächlich der Geschichte der Reformation. Mit Fragen des Humanismus und der Renaissance, die damit zusammenhängen, befasste er sich nur kursorisch. So veröffentlichte er Studien über „Aleander und Luther“ (1884), „Die Torgauer Artikel“ (1890), den Glauben Luthers in seiner Freiheit von menschlichen Autoritäten (1892), „Das Wesen des Ablasses am Ausgang des Mittelalters“ (1897) und „Zur Geschichte des Augsburger Reichstages“ (1903). In der von Julius von Pflugk-Harttung herausgegebenen Ullsteins Weltgeschichte bearbeitete er den Abschnitt über das Zeitalter der Reformation (1908). (Den Abschnitt zur Renaissance bearbeitete Karl Brandi.) Ein etwas erweiterter und illustrierter Sonderdruck dieses Abschnittes erschien 1914 unter dem Titel: Die Reformation: ein Stück aus Deutschlands Weltgeschichte. Mit diesem Titel ist zugleich auch gesagt, welche Bedeutung für ihn die von Martin Luther begonnene Reformation hatte. Er betrachtete die Reformation nicht nur als Teil der deutschen Geschichte, sondern zugleich der Weltgeschichte. Mit der Reformation begann für ihn die Neuzeit. Mit der Sicht war er nicht der Einzige. Jedoch gab es schon damals andere Vorstellungen über den Beginn der Neuzeit oder der Moderne. In seinem Buch über die Reformation spielte er u. a. auf Georg Voigt, vielleicht auch Jacob Burckhardt an, welcher den Beginn der Neuzeit in das 14. Jahrhundert von Italien mit dem Erscheinen Francesco Petrarca verlegt, ohne aber konkret Namen zu nennen.
Als Mitbegründer und Mitherausgeber der Zeitschrift für Kirchengeschichte (ZKG) gab er seit 1877 zusammen mit Albrecht Ritschl, Wilhelm Gaß und Hermann Reuter gemeinsam mit Franz Dibelius die Beiträge zur sächsischen Kirchengeschichte heraus. Zu bemerken mag hierbei sein, dass der Erstgutachter seiner Doktorarbeit zu Contarini Georg Voigt im ersten Jahrgang einen Aufsatz als eine Art Starthilfe beisteuerte zu dem Druckkorrector Walther in Wittenberg.

## Auszeichnungen
- Königlich-Sächsischer Verdienstorden, Ritterkreuz 1. Klasse
- Albrechts-Orden, Komtur II. Klasse